# Réservoir d'hydrogène
 (novembre 2014).
Si vous disposez d'ouvrages ou d'articles de référence ou si vous connaissez des sites web de qualité traitant du thème abordé ici, merci de compléter l'article en donnant les références utiles à sa vérifiabilité et en les liant à la section « Notes et références ».

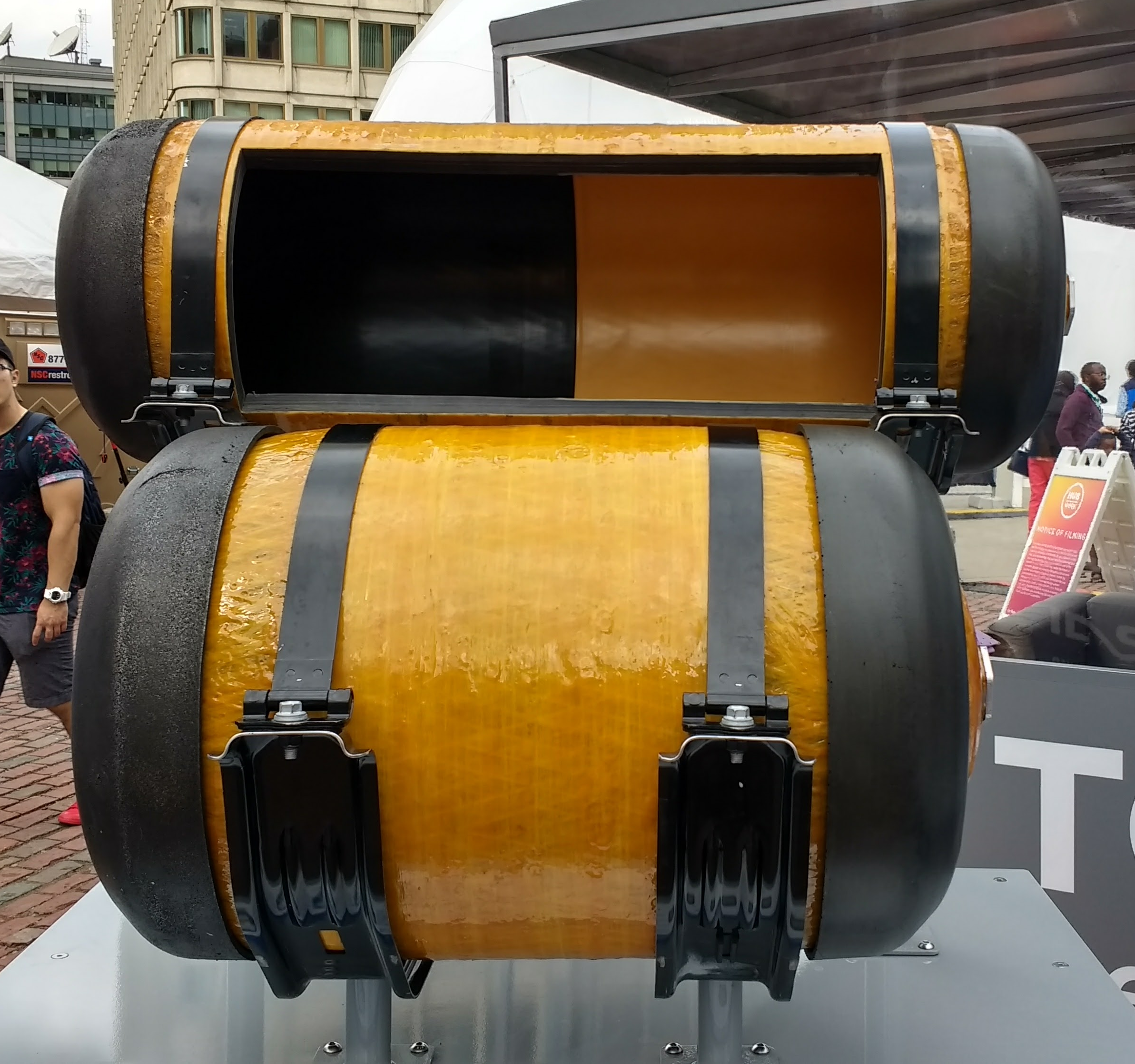
Réservoir d'hydrogène d'une Toyota Mirai.

Un réservoir d'hydrogène est un dispositif permettant de stocker l'hydrogène, notamment sous la forme de dihydrogène gazeux. Ce type de stockage est notamment utilisé pour alimenter des piles à combustible.

## Description
Le principal problème de ce genre de dispositif est l'hydrogène lui-même : en effet, dans des conditions normales de température et de pression, soit 20 °C et 1 bar, la quantité d'hydrogène nécessaire pour produire 1 kWh occupe 333 L, contre 0,1 L d'essence pour la même énergie.
Plusieurs solutions sont étudiées :
- Liquéfier l'hydrogène, qui occupe alors à −253 °C un volume de 0,38 L/kWh.
- Mode du stockage solide, qui consiste à hydrurer des matériaux qui absorbent des atomes d'hydrogène, ceux-ci s'introduisant dans les mailles de la structure cristalline du matériau. Cette méthode permet un stockage allant jusqu'à 0,25 L/kWh.
- Le stockage sous pression, traité dans cet article, qui consiste à porter l'hydrogène à des très hautes pressions, dans des réservoirs hyperbares, où il occupe par exemple 0,47 L/kWh à une pression de 700 bar, ce qui permet d'embarquer environ 4,5 kg d'hydrogène avec trois réservoirs d'approximativement 35 L, autorisant une autonomie de 500 km à une automobile familiale équipée d'une pile à combustible PEMFC de 70 à 80 kW.

## Réservoirs
Se présentant sous forme de bonbonnes, ces réservoirs sont difficiles à mettre en œuvre, du fait de la pression qu'ils sont amenés à contenir.

### Normes
Dans le cas de réservoirs embarqués dans des voitures, les normes européennes imposent différents critères, tels que la durée de vie, l'étanchéité, la sécurité.
Durée de vie
Lors de l'utilisation d'un véhicule fonctionnant grâce à l'énergie issue de l'hydrogène, ces réservoirs seront amenés à subir des cycles de remplissage/vidage. Afin de vérifier la durée de vie d'un réservoir, on lui fait subir un très grand nombre de cycles de remplissages (de l'ordre de 15 000 cycles), en scrutant attentivement des éventuels signes de fatigue, d'usure, et donc de perte de propriétés.
Étanchéité
Il est évident que des fuites sont indésirables sur ce genre de dispositif, pour des raisons d'efficacité bien entendu, mais aussi pour des questions de sécurité puisque l'hydrogène est inflammable.